# Hyposidra murina
Hyposidra murina är en fjärilsart som beskrevs av Swinhoe 1891. Hyposidra murina ingår i släktet Hyposidra och familjen mätare. Inga underarter finns listade i Catalogue of Life.